# Лог-при-Млиншах
Лог-при-Млиншах (словен. Log pri Mlinšah) — поселення в общині Загорє-об-Саві, Засавський регіон, Словенія. Висота над рівнем моря: 457,3 м.